# Boris Ščerbina
Boris Jevdokimovič Ščerbina (ukrajinsko Борис Євдокимович Щербина, rusko Борис Евдокимович Щербина), ukrajinski politik, * 5. oktober 1919, Debalceve, Ukrajinska SSR, † 22. avgust 1990 Moskva, Ruska SFSR.
Od leta 1984 do 1989 je bil Ščerbina podpredsednik Sveta ministrov ZSSR. V tem obdobju je vodil sovjetsko krizno upravljanje dveh večjih katastrof, jedrske katastrofe v Černobilu leta 1986 in armenskega potresa leta 1988.

## Biografija

### Zgodnje življenje
Boris Ščerbina se je rodil 5. oktobra 1919 v mestu Debalceve (danes v Donecki oblasti) v Ukrajini, družini ukrajinskega železniškega delavca. Leta 1939 se je pridružil KPSZ in se prostovoljno prijavil v vojsko med zimsko vojno s Finsko. 

### Politična kariera
Ščerbina je zaslužen za soustanovitev naftne in plinske industrije v Zahodni Sibiriji, medtem ko je bil prvi sekretar KPSZ v Tjumenski oblasti in kasneje minister za gradnjo naftne in plinske industrije (1973–1984). Leta 1976 je Ščerbina postal član Centralnega komiteja Komunistične partije Sovjetske zveze in je položaj obdržal do svoje smrti. 
Leta 1984 je postal podpredsednik Sveta ministrov in je bil kot takšen zadolžen za reševanje posledic černobilske nesreče leta 1986. Ščerbina je služil v podobni vlogi tudi po katastrofalnem armenskem potresu leta 1988. Predlagal je povabilo mednarodnih reševalcev iz Avstrije in Češkoslovaške, ki so imeli na voljo termovizijske kamere in posebej usposobljene pse, da bi poiskali žive ljudi.
Leta 1990 je Ščerbina nasprotoval izvolitvi Borisa Jelcina za predsednika Vrhovnega sovjeta RSFSR in ga označil za »človeka nizkih moralnih lastnosti«, čigar izvolitev bi »utrla pot najtemnejšemu obdobju v zgodovini naše države«. Vendar je bil Jelcin izvoljen in leto kasneje postal prvi predsednik Ruske federacije po razpadu Sovjetske zveze.

### Smrt
Boris Ščerbina je umrl 22. avgusta 1990 v Moskvi, v starosti 70 let, zaradi raka. Pokopan je na novodeviškem pokopališču v Moskvi, zraven groba, kjer je pokopan tudi Valerij Legasov. 
General Nikolaj Tarakanov, ki je med čiščenjem sodeloval s Ščerbino, je izjavil, da je Ščerbino poznal "zelo dobro" in da se je v Černobilu »izpostavil velikim odmerkom sevanja«. Ni jasno, ali je bila njegova smrt povezana s sevanjem, saj je odlok iz leta 1988 sovjetskim zdravnikom preprečil, da bi sevanje navedli kot vzrok smrti ali bolezni.

## V popularni kulturi
V HBO miniseriji Černobil (2019) ga je upodobil Stellan Skarsgård, v BBC-jevem dokumentarnem filmu Surviving Disaster (2006) pa ga je upodobil Vernon Dobtcheff.  